# Kuranko (Sprache)
Kuranko oder Koranko ist eine Mande-Sprache der Kuranko/Koranko in Sierra Leone und dem südlichen Guinea in Westafrika. Sie wird in Sierra Leone von etwa 277.000 Menschen (Stand 2015) und in Guinea von etwa 55.000 Menschen als Muttersprache gesprochen.